# Episodi di Squadra Speciale Cobra 11 (settima stagione)
La settima stagione della serie televisiva Squadra Speciale Cobra 11 è stata trasmessa in prima visione in Germania da RTL in due diversi periodi: dall'11 settembre al 30 ottobre 2003 (episodi 98-106 secondo l'ordine di messa in onda, costituenti la stagione 14 di RTL), e nei giorni 18 marzo; 1°, 8 e 29 aprile 2004 (episodi 107, 109, 111 e 113, parte della stagione 15). In Italia è stata trasmessa in prima visione da Rai 2 dall'11 aprile al 16 maggio 2004, seguendo l'ordine di produzione.
Il primo episodio, in cui Jan Richter (Christian Oliver) fa il suo esordio come nuovo compagno di Semir, ha durata doppia in quanto telefilm pilota della stagione.
| nº | n° RTL (diffusione) | Titolo originale  | Titolo italiano        | Prima TV Germania | Prima TV Italia |
| -- | ------------------- | ----------------- | ---------------------- | ----------------- | --------------- |
| 1  | 98                  | Feuertaufe        | Il battesimo del fuoco | 11 settembre 2003 | 11 aprile 2004  |
| 2  | 99                  | Falsche Signale   | Il depistaggio         | 18 settembre 2003 | 12 aprile 2004  |
| 3  | 105                 | Countdown         | A prova di bomba       | 23 ottobre 2003   | 12 aprile 2004  |
| 4  | 109                 | Heinrich und Paul | Furfanti di classe     | 1º aprile 2004    | 18 aprile 2004  |
| 5  | 113                 | Undercover        | Sotto copertura        | 29 aprile 2004    | 18 aprile 2004  |
| 6  | 102                 | Tödliche Fracht   | Merce mortale          | 2 ottobre 2003    | 25 aprile 2004  |
| 7  | 103                 | Der Aufprall      | Il retroscena          | 9 ottobre 2003    | 25 aprile 2004  |
| 8  | 101                 | Familienbande     | Baby gang              | 25 settembre 2003 | 2 maggio 2004   |
| 9  | 107                 | Leichte Beute     | Dennis e Alex          | 18 marzo 2004     | 2 maggio 2004   |
| 10 | 111                 | Sabotage          | Sabotaggio             | 8 aprile 2004     | 9 maggio 2004   |
| 11 | 104                 | Rock'n Roll       | Semir e la rock star   | 16 ottobre 2003   | 9 maggio 2004   |
| 12 | 100                 | Gegen die Zeit    | Nozze con l'assassino  | 18 settembre 2003 | 16 maggio 2004  |
| 13 | 106                 | Der Detektiv      | Il detective           | 30 ottobre 2003   | 16 maggio 2004  |

## Il battesimo del fuoco
- Titolo originale: Feuertaufe
- Diretto da: Raoul W. Heimrich
- Scritto da: Roland Heep, Frank Koopmann

### Trama
Alcuni container piovono sull'autostrada; al loro interno ci sono dei colori in polvere utilizzati per la stampa di banconote da 500 €. Semir è convinto che ci sia qualcosa che non quadra nell'indagine, specialmente dopo che i container sequestrati vengono rubati dal deposito della polizia da un certo Jan Richter, che si scoprirà essere un poliziotto. Dopo diverse peripezie, Tscherne, il capobanda comandato da Hadenberg (direttore di una prestigiosa banca, che usa la banda di falsari per i suoi scopi), pare suicidarsi, ma era solo un trucco per illudere la polizia, la quale crederà di avere risolto il caso.
- Altri interpreti: Bela B. Felsenheimer (Joseph Tscherne), Christian Maria Goebel (Michael Hadenberg), Martin Zuhr (Retzbach), Melina Hennen (Lilly Baumeister), Astrid Posner (Katja Baumeister), Niels Kurvin (Hartmut Freund)

Nota: l'episodio, come tutti quelli a durata doppia, in Italia è stato trasmesso in prima visione integralmente, e successivamente diviso in una prima parte e in una seconda parte in occasione delle successive repliche in fascia preserale, con relativo adattamento del titolo. Tuttavia, qualche anno dopo, a seguito della perdita della seconda parte, si è reso necessario riacquistarla da RTL e ridoppiarla; le due parti sono state così erroneamente reintitolate Il battesimo del fuoco e Un nuovo compagno.

## Il depistaggio
- Titolo originale: Falsche Signale
- Diretto da: Raoul W. Heimrich
- Scritto da: David Simmons

### Trama
Dopo un incidente accaduto a un semaforo, Jan riceve una telefonata da una persona che lo invita a recarsi in vari punti della città se vuole evitare altri incidenti; inizialmente Jan crede che sia una vendetta personale, ma dopo aver indagato si accorge che c'è ben altro dietro.
- Altri interpreti: Thomas Anzenhofer (Stein), Kai Ivo Baulitz (Benger), Mareike Fell (Angela)

## A prova di bomba
- Titolo originale: Countdown
- Diretto da: Raoul W. Heimrich
- Scritto da: Ingo Regenbogen, Horst Wieschen

### Trama
Una bomba esplode su un tir. Jan e Semir avranno a che fare con un vecchio amico di Jan, un artificiere che cercherà di ucciderlo.
- Altri interpreti: Sven Martinek (Harald Kollmann), Holger Daemgen (Charly Maaßen), Ronald Nitschke (Giering), Elke Wollmann (Helga Maaßen)

## Furfanti di classe
- Titolo originale: Heinrich und Paul
- Diretto da: Holger Gimpel
- Scritto da: Andreas Heckmann, Andreas Schmitz

### Trama
Durante una corsa equestre dei ladri tentano di rapinare la biglietteria, ma falliscono. Due anziani che hanno fatto i truffatori e scippatori per tutta la vita, decidono così di provare a fare lo stesso tipo di colpo, che riescono a eseguire alla perfezione; uno dei due però viene riconosciuto dalla cassiera. Uno di loro muore dopo aver avuto appena il tempo di godersi il bottino, e l'altro si ritrova da solo ad affrontare i due ladri, ma Semir e Jan lo aiuteranno.
- Altri interpreti: Horst Sachtleben (Heinrich Lisizki), Jochen Stern (Paul), Michael Deffert (Zöll), Eva Maron (Monica)

## Sotto copertura
- Titolo originale: Undercover
- Diretto da: Holger Gimpel
- Scritto da: Frank Koopmann, Jeanet Pfitzer

### Trama
Semir sta svolgendo un'indagine sotto copertura per smascherare un trafficante d'auto. Ma non si può fidare neanche dei suoi colleghi: Wiemeier, infatti, vuole uccidere "lo Zar" per vendetta personale.
- Altri interpreti: Peter Davor (Wiemeier), Sotiria Loucopoulos (Yvonne Bröker), Dirk Borchardt (Ulf Lintas), Alexander Held (Millberg)

Nota: a causa della diversità dell'ordine degli episodi tra Germania e Italia, questo episodio ha la particolarità di essere stato trasmesso in Italia pochi giorni prima che in patria.

## Merce mortale
- Titolo originale: Tödliche Fracht
- Diretto da: Axel Barth
- Scritto da: Markus Hoffmann

### Trama
L'hostess Monika Schindler muore in un incidente stradale; la vittima risulta coinvolta in un traffico di diamanti del Sudafrica nel quale sono implicati anche un pilota e ufficiali della polizia di frontiera.
- Altri interpreti: Florentine Lahme (Lea Kisch), Lutz Teschner (Münzer), Jean-Theo Jost (Bruhns), Martin T. Haberger (Klaus Reinders)

## Il retroscena
- Titolo originale: Der Aufprall
- Diretto da: Axel Barth
- Scritto da: Lorenz Stassen

### Trama
Jan, andando al lavoro, investe accidentalmente un operaio che lavorava in un cantiere sull'autostrada. Viene di conseguenza sospeso dal servizio, ma nessuno riesce a tenerlo lontano dalle indagini che Semir, insospettito da alcuni fatti, sta portando avanti per scagionare il collega.
- Altri interpreti: Dietrich Mattausch (Rolf Bornhak), Patrik Fichte (Horst Stemmler), Harald Maack (Günther Olsen), Christina Kühnreich (Marlies Wegner)

## Baby gang
- Titolo originale: Familienbande
- Diretto da: Carmen Kurz
- Scritto da: Ralf Ruland

### Trama
Dieter spara a un ragazzo che stava per colpire Otto; il giovane muore sul colpo e il poliziotto viene accusato di omicidio. Jan e Semir lo aiutano a fare luce sulla dinamica dell'incidente e si scopre che il giovane lavorava in una banda di ragazzi giovanissimi sfruttati da un tale di nome Shark per compiere delle rapine.
- Altri interpreti: Misel Maticevic (Shark), Steffen Schroeder (Nic), Tristano Casanova (Ralf), Moritz Hegewald (Marc)

## Dennis e Alex
- Titolo originale: Leichte Beute
- Diretto da: Carmen Kurz
- Scritto da: Elke Schilling

### Trama
Dennis e la sua fidanzata Alex sono due giovani ladri di auto e lavorano per un'organizzazione criminale. Quando però Dennis commette un errore viene eliminato, proprio mentre Jan e Semir erano sulle sue tracce. Durante il caso arriva come nuovo tecnico della scientifica Hartmut, colui che si era inizialmente improvvisato nuovo compagno di Semir. Alex e sua sorella vengono rapite dal capo dell'organizzazione, ma Semir e Jan le salveranno e cattureranno i delinquenti.
- Altri interpreti: Niels-Bruno Schmidt (Dennis), Miranda Leonhardt (Alex), Katja Frenzel-Röhl (Tanja), Roland Pfaus (Ralle Plischka), Lutz Herkenrath (Marek Caren)

## Sabotaggio
- Titolo originale: Sabotage
- Diretto da: Holger Gimpel
- Scritto da: Ingo Regenbogen, Horst Wieschen

### Trama
Semir noleggia un furgone della ditta Gerlach, ma si accorge ben presto che i freni non funzionano. Dopo una folle corsa, Semir ha un grave incidente, ma grazie a Jan non rimane ucciso. Mentre Semir è in coma in ospedale Jan indaga sul caso e scopre che la ditta per il noleggio di furgoni è nei guai per motivi finanziari.
- Altri interpreti: Nana Krüger (Beatrice Kessler), Rene Hofschneider (Niklas Gerlach), Judith Pinnow (Claudia Schaaf), Werner Kalb (Thomas Barth), Manfred Böll (Jürgen Helmer)

## Semir e la rock star
- Titolo originale: Rock'n Roll
- Diretto da: Holger Gimpel
- Scritto da: Andreas Heckmann, Andreas Schmitz

### Trama
Jan e Semir devono proteggere un ragazzo, una rockstar minacciata di morte. Semir non ne è molto entusiasta ma alla fine riesce a salvare il ragazzo e a insegnargli un'importante lezione di vita.
- Altri interpreti: Jana Pallaske (Hanna), Tobias Schenke (Johnny), Juliane Gibbins (Tina), Steffen Gangloff (Till)

## Nozze con l'assassino
- Titolo originale: Gegen die Zeit
- Diretto da: Sebastian Vigg
- Scritto da: Frank Koopmann, Jeanet Pfitzer

### Trama
Semir e Andrea devono partecipare al matrimonio di un'amica di Andrea ma Semir si attarda a causa di un incidente. Le indagini gli causano un ritardo all'appuntamento ma, in una maniera o nell'altra, è destino che la sua strada lo porti proprio al ricevimento di nozze.
- Altri interpreti: Michael Kind (Werner Gallert), Günter Schubert (Johannes Weyersbach), Katja Hiller (Gaby Weyersbach)

## Il detective
- Titolo originale: Der Detektiv
- Diretto da: Sebastian Vigg
- Scritto da: Ralf Ruland

### Trama
Schröder, vecchia conoscenza di Semir per averlo già aiutato in un caso qualche tempo prima, lavora ora come detective privato: mentre è impegnato a fotografare un marito infedele insieme alla sua amante, scatta accidentalmente delle foto a due individui che se ne accorgono e lo inseguono in autostrada, causando al detective un incidente dal quale fortunatamente esce illeso. 
I due tizi cercano tra i rottami la fotocamera, ma scoprono che Schröder è scappato con il rullino. 
A quel punto vengono messi in fuga da Jan e Semir, intervenuti sul posto. 
Schröder, per paura di ritorsioni, decide di non raccontare la verità ai poliziotti, che però fiutano qualcosa e lo pedinano, salvandolo dal ritorno dei due malviventi, i quali nel frattempo lo avevano rintracciato. 
Dopo la scoperta del cadavere di una donna nell'appartamento adiacente a quello dove Schröder ha scattato le foto, è tutto chiaro: i due tizi sono gli assassini e stanno cercando di sbarazzarsi di testimone e prove.
Sotto però c'è qualcosa di ben più grosso nei loro piani: entrare nel deposito giudiziario della polizia, baraccarsi all'interno ed impossessarsi di lingotti d'oro per un valore di 20 milioni di euro, fuggendo poi da un tunnel sotterraneo che sbuca presso una vecchia cava distante pochi chilometri. 
Le pattuglie riescono a bloccare il camion con il bottino, mentre Semir, Jan e Schröder (salvato da un secondo tentativo di omicidio) inseguono in macchina i capibanda.
Dopo un pericoloso testacoda, le due auto finiscono sull'orlo di un precipizio: quella dei malviventi cade nel vuoto mentre Semir, Jan e Schröder riescono a mettersi in salvo. 
Dopo questa spaventosa esperienza (e su consiglio di Jan), Schröder deciderà di abbandonare il suo lavoro da detective privato. 
- Altri interpreti: Markus H. Eberhard (Kai Schröder), Holger Hauer (Heinz Zadek), Simon Werner (Dirk Becker), Rainer Winkelvoss (Sascha Handke)